# سعيد أبو بكر
سعيد أبو بكر (20 نوفمبر 1913 - 16 أكتوبر 1971)، ممثل مصري.

## عن حياته
ولد في طنطا بمحافظة الغربية وتلقى تعليمه في مدرسة طنطا الابتدائية، ثم طنطا الثانوية وحصل على البكالوريا عام 1933.
في المدرسة انضم إلى فريق التمثيل وكان عضوا بارزا به، ومن أشهر المسرحيات التي قدمها على مسرح المدرسة هي مسرحية لويس التاسع. سافر إلى القاهرة وعمل بفرقة رمسيس بأجر شهري 3 جنيهات، ولكنه ترك الفرقة وسافر إلى السويس بحثا عن فرصة أفضل للعمل، فعمل بوظيفة أمين مخازن بالمجلس البلدي بالسويس في الفترة من 1933 إلى عام 1936.
عاد مرة أخرى إلى القاهرة وانضم إلى فرقة أنصار التمثيل والسينما وفرقة فاطمة رشدي وفرقة ملك وفرقة فؤاد الجزايرلي ومع افتتاح زكي طليمات لمعهد المسرح عام 1945 كان سعيد أبو بكر من أوائل الملتحقين بالمعهد ونال إعجاب زكي طليمات حين قدم جزء من مسرحية البخيل في أثناء تقديمه لدخول المعهد.
حصل على دبلوم المعهد العالي لفن التمثيل عام 1947 وعمل مفتشاً بالمسرح المدرسي إلى جانب عضويته كممثل في فرقة المسرح الحديث ومع بداية الخمسينات أخرج عددًا من المسرحيات منها مسرحية “صندوق الدنيا” ومسرحية “بابا عايز يتجوز” ومسرحية “حواء” ومسرحية “الناس اللي فوق” لنعمان عاشور، ومثل في عدة مسرحيات منها «البخيل» التي أخرجها زكي طليمات، و«مسمار جحا» لأحمد باكثير، و «مريض بالوهم» و«حركة ترقيات».
مع بداية فرق التليفزيون ترشح سعيد أبو بكر ليكون مديرا لفرقة المسرح الكوميدي عام 1963 وبعد ذلك مديرا للفرقة الإستعراضية الغنائية وقدم مسرحيات منها “بنت بحري” و”حمدان وبهانة” و”القاهرة في ألف عام”.

### حياته الفنية
اتجه إلى السينما بعد أن تعرف إلى المخرج محمد كريم وكان أول دور له على شاشة السينما في فيلم يوم سعيد عام 1940 والوردة البيضاء الذي أخرجه محمد كريم. معظم أدواره كانت إما صغيرة أو دور ثان، والفيلم الوحيد الذي شارك فيه بالبطولة كان فيلم «السبع أفندي».

### حياته الشخصية
ارتبط بخطوبة الفنانة ماجدة ولكن لم تكتمل.

## أعماله

### الأفلام
- أفراح (1968)
- 3 لصوص (1966)
- ابتسامة أبو الهول (1966)
- أرملة وثلاث بنات (1965)
- الساحرة الصغيرة (1963)
- القاهرة (1963)
- دنيا البنات 1962
- رسالة إلى الله (1961)
- عنتر بن شداد (1961)
- عنتر يغزو الصحراء (1960)
- لقمة العيش (1960)
- بين السماء والأرض (1959)
- الأخ الكبير (1958)
- تجار الموت (1957)
- إسماعيل يس للبيع (1957)
- سجين أبو زعبل (1957)
- غرام المليونير (1957)
- النمرود (1956)
- معجزة السماء (1956)
- العروسة الصغيرة (1956)
- شياطين الجو (1956)
- عزيزة (1955)
- الله معنا (1955)
- دستة مناديل (1954)
- دايما معاك (1954)
- الفارس الأسود (1954)
- علشان عيونك (1954)
- تاكسي الغرام (1954)
- أمريكاني من طنطا (1954)
- حميدو (1953)
- نساء بلا رجال (1953)
- سيدة القطار (1952)
- الأستاذة فاطمة (1952)
- عايزة أتجوز (1952)
- ليلة غرام (1951)
- لك يوم يا ظالم (1951)
- آدم وحواء (1951)
- السبع أفندي (1951)
- دموع الفرح (1950)
- آخر كدبة (1950)
- كيد النساء (1950)
- الصقر (1950)
- البيت الكبير (1949)
- ليلة العيد (1949)
- عنبر (1948)
- فوق السحاب (1948)
- المستقبل المجهول (1948)
- عروسة البحر (1947)
- حبيب العمر (1947)
- الهانم (1947)
- قلبي دليلي (1947)
- الموسيقار (1946)
- مجد ودموع (1946)
- النائب العام (1946)
- ليلى بنت الأغنياء (1946)
- دايما في قلبي (1946)
- رجل المستقبل (1946)
- الفلوس (1945)
- الجنس اللطيف (1945)
- أحلام الحب (1945)
- حسن وحسن (1945)
- العامل (1943)
- يوم سعيد (1940)

### أشهر مسرحياته
- البخيل
- مسمار جحا
- مريض بالوهم
- حركة ترئيات

## وفاته
بدأ المرض يهاجمه، فعانى من مرض القلب ثم توفي في 16 أكتوبر 1971.

## روابط خارجية
- سعيد أبو بكر على موقع الدهليز
- سعيد أبو بكر على موقع قاعدة بيانات الأفلام العربية